# Martynas Echodas
Martynas Echodas (Kaunas, 7 luglio 1997) è un cestista lituano.

## Statistiche

### Eurocup
| Anno      | Squadra       | PG | PT | MP   | TC%  | 3P% | TL%  | RP  | AP  | PRP | SP  | PP  |
| --------- | ------------- | -- | -- | ---- | ---- | --- | ---- | --- | --- | --- | --- | --- |
| 2017-2018 | Rytas Vilnius | 16 | 11 | 16,3 | 62,2 | -   | 70,5 | 4,5 | 0,4 | 0,4 | 0,2 | 8,3 |
| 2018-2019 | Rytas Vilnius | 18 | 2  | 19,5 | 62,6 | -   | 58,0 | 5,1 | 0,4 | 0,4 | 0,6 | 9,6 |
| 2019-2020 | Rytas Vilnius | 13 | 13 | 18,8 | 58,4 | -   | 66,7 | 5,5 | 0,2 | 0,5 | 0,6 | 9,4 |
| 2021-2022 | Reyer Venezia | 15 | 2  | 13,1 | 56,4 | -   | 51,9 | 3,2 | 0,6 | 0,5 | 0,7 | 6,0 |
| Carriera  | Carriera      | 62 | 28 | 17,0 | 60,4 | -   | 60,6 | 4,6 | 0,4 | 0,4 | 0,5 | 8,4 |

## Palmarès

### Squadra
- Campionato lituano: 1

Lietuvos Rytas: 2023-24
- Coppa di Lituania: 1

Lietuvos rytas: 2018-19

### Individuale
- Eurocup Rising Star: 1

Lietuvos rytas: 2018-19